# Ukraine ved vinter-OL 2018
Ukraine deltager i vinter-OL 2018 i Pyeongchang, Sydkorea i perioden 9. – 25. februar 2018.

## Deltagere
Følgende atleter vil deltage i nedennævnte sportsgrene: 
| Sportsgren         | Herrer | Damer | Total |
| ------------------ | ------ | ----- | ----- |
| Alpint skiløb      | 1      | 1     | 2     |
| Freestyle skiløb   | 1      | 2     | 3     |
| Kælk               | 4      | 2     | 6     |
| Kunstskøjteløb     | 2      | 2     | 4     |
| Langrend           | 2      | 2     | 4     |
| Nordisk kombineret | 1      | 0     | 1     |
| Skeleton           | 1      | 0     | 1     |
| Skiskydning        | 5      | 6     | 11    |
| Snowboard          | 0      | 1     | 1     |
| Total              | 17     | 16    | 33    |

## Medaljer
| 2018 Pyeongchang | Guld | Sølv | Bronze | Total |
| Ukraine          | 1    | 0    | 0      | 1     |

### Medaljevindere
| Medalje | Navn                | Sport            | Event            | Dato        |
| ------- | ------------------- | ---------------- | ---------------- | ----------- |
| Guld    | Oleksandr Abramenko | Freestyle skiløb | Mændenes aerials | 18. februar |